# Uracrobates magniporosus
Uracrobates magniporosus är en kvalsterart som beskrevs av Balogh och Sandór Mahunka 1967. Uracrobates magniporosus ingår i släktet Uracrobates och familjen Mochlozetidae. Inga underarter finns listade i Catalogue of Life.